# ウース・フローラー
ウース・フローラー（Urs Freuler。1958年11月6日- ）は、スイス・グラールス州、ビルテン出身の元自転車競技選手。ロードレースとトラックレースを兼業していた。

## 来歴
トラックレースで特筆すべきは、世界自転車選手権のプロ・ポイントレースで7連覇を含む8度の優勝を果たしたこと。また同大会のケイリンでも二度の世界一に輝き、中野浩一に続く男子選手として史上2人目の通算10個の金メダル獲得を果たした。ちなみに1988年の世界選手権には参加しなかったことから連覇記録が途絶えた。競技生活の晩年はほぼ6日間レースの出場に絞り、多くの開催で優勝を果たした。
ロードレースにおいても、1984年のジロ・デ・イタリアでポイント賞を獲得した他、ツール・ド・フランスなどのステージレースにおける区間優勝を多数経験しており、「ロードスプリンター」としての知名度も高かった。
1990年のミュンヘン6日間レースで、ドーピング違反のため失格となる。翌1991年、アンフェタミンの使用につき、6ヶ月間の出場停止処分を受けた。
引退後はフォナックチームの監督などを務め、現在は経営者として、自転車競技関連グッズの販売を行っている。